# Прапор Скалата
Пра́пор Скалата — офіційний символ міста Скалат Тернопільської області, затверджений 20 листопада 2009 року сесією Скалатської міської ради.
Автор — А. Гречило.

## Опис прапора
Квадратне зелене полотнище, на ньому біле квадратне поле, кути якого знаходяться посередині сторін прапора, в його центрі — синя 8-променева зірка (розмах променів зірки рівний половині сторони прапора).

## Зміст
З печаток ХVIІІ ст. відомий давній герб міста Скалата, на якому фігурувала 8-променева зірка. У 1920-х рр. було усталено колористику цього герба — у срібному полі синя зірка. Зелене поле вказує на природні багатства місцевості, в якій розташоване місто.